# Knotting
Knotting är en by i civil parish Knotting and Souldrop, i kommunen Borough of Bedford, i grevskapet Bedfordshire i England. Byn är belägen 14 km från Bedford. Knotting var en civil parish fram till 1934 när blev den en del av Knotting and Souldrop. Civil parish hade 114 invånare år 1931. Byn nämndes i Domedagsboken (Domesday Book) år 1086, och kallades då Chenotinga.